# Mit mir nicht, meine Herren
Mit mir nicht, meine Herren ist eine US-amerikanische Filmkomödie mit den Hauptdarstellern Doris Day und Jack Lemmon. 

## Handlung
Die attraktive Witwe Jane Osgood bemüht sich, den Lebensunterhalt für sich und ihre Kinder Billy und Betty als Züchterin von Hummern in Cape Ann in Maine zu verdienen. Für Jane ist es ein schwerer Schlag, als die regionale Eisenbahngesellschaft Eastern & Portland Railroad eine Sendung Hummer nicht pünktlich ausliefert und sie dadurch ihren besten Kunden verliert. 
Gemeinsam mit dem befreundeten Anwalt George Denham geht sie gegen das gewinnsüchtige und rücksichtslose neue Management der Eisenbahn vor unter ihrem Vorsitzenden Harry Foster Malone. Als die Bahngesellschaft sich weigert, ihre Schadensforderungen zu begleichen, lässt Jane kurzerhand einen der Züge der Eisenbahngesellschaft pfänden.
Ihr Kampf erregt das Interesse der Medien, und Jane wird sogar zu Auftritten bei Fernsehsendern in New York eingeladen. Die Öffentlichkeit verfolgt gebannt jeden neuen Schachzug, den Malone Jane entgegensetzt, doch Jane lässt sich nicht unterkriegen. Schließlich sorgt Malone dafür, dass in Cape Anne keine Züge mehr halten, worunter die gesamte Bevölkerung zu leiden hat.
Durch ihre neu gewonnene Berühmtheit, gibt es viele Bestellungen für die Hummer von Jane. Gemeinsam mit George und dem ganzen Dorf gelingt es ihr den gepfändeten Dampfzug wieder flott zu machen, um damit die bestellten Hummer auszuliefern. 
Nach vielen erfolglosen Winkelzügen gibt Malone am Ende klein bei und hilft sogar höchstpersönlich mit, den Zug rechtzeitig an sein Ziel zu bringen. Während der Fahrt gesteht George Denham Jane seine Liebe und sie nimmt seinen Heiratsantrag an.

## Kritik
„Vergnügliches Komödienspiel, das nebenher einen unterhaltsamen Kursus in Demokratie gibt.“